# Runenstein von Hune

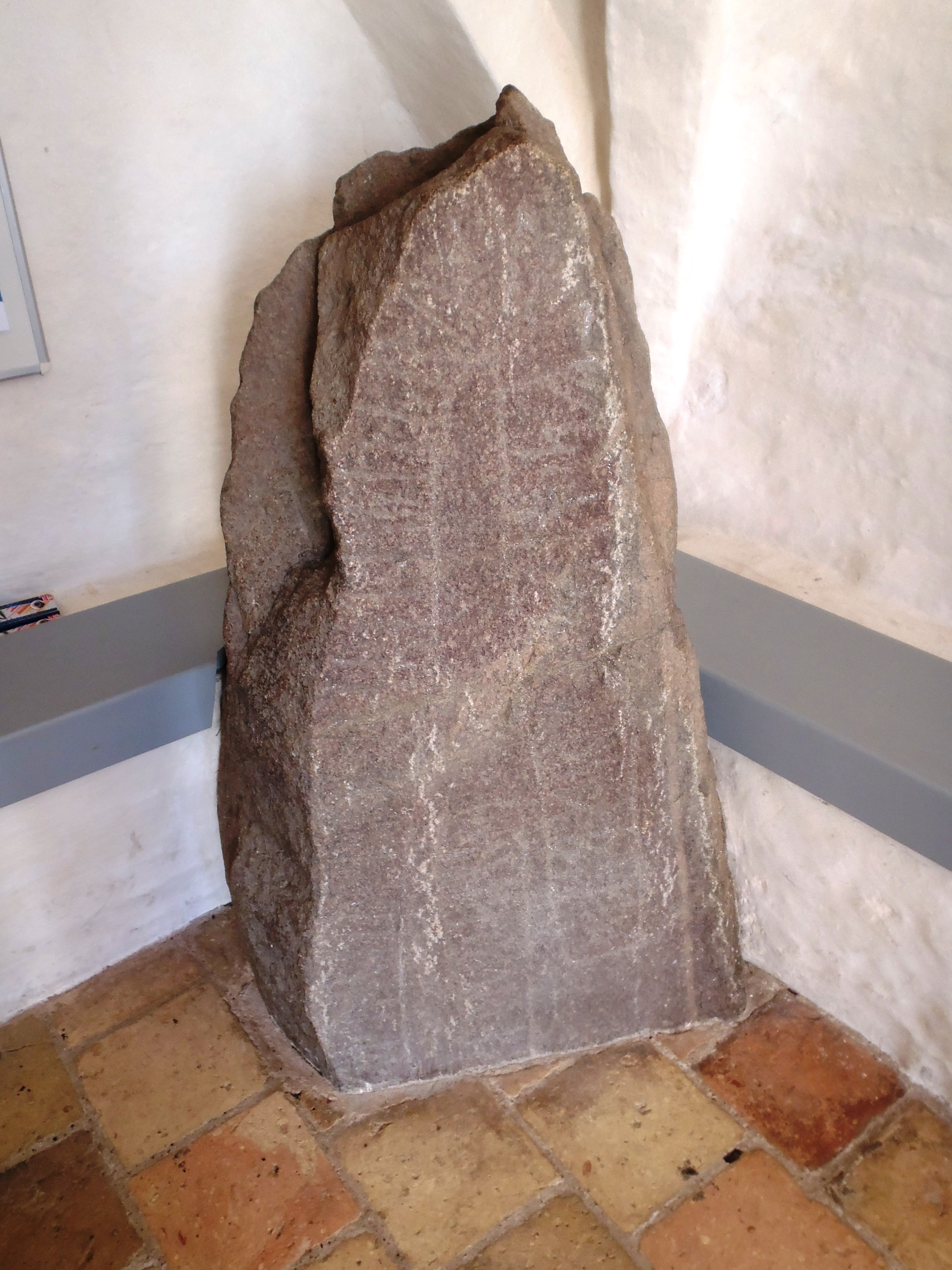
Runenstein von Hune

Der Runenstein von Hune (DK NJy 11) aus Granit steht im Karnhaus der Dorfkirche von Hune, östlich von Blokhus im Vendsyssel im dänischen Nordjütland. 
Der Runenstein kam im Jahre 1550 nach Hune und wurde 1940 in einer Ecke des Karnhauses, teilweise in die Erde eingelassen, aufgestellt. Dadurch liegen die drei untersten Runen der linken Reihe und die unterste der mittleren Reihe unter der Erdoberfläche. Der Runenstein stand vermutlich ursprünglich am alten Weg von Hune nach Jetsmark.
Der etwa 1000 Jahre alte Runenstein ist einer der größten in dieser Gegend. Die Inschrift lautet nach der Übersetzung: „Hove, Thorkil und Thorbjørn ließen in Gedenken an ihren Vater Runulf den Klugen diesen Stein aufstellen“. 
Ob der in der Runeninschrift genannte Hove mit dem Hove auf dem benachbarten Jetsmarkstein identisch ist, ist unklar.